# 国際ジェットスポーツ協会
国際ジェットスポーツ協会（こくさいジェットスポーツきょうかい、International Jet Sports Boating Association）は、ジェットスポーツの便宜を図るために発足され、またジェットスポーツの国際統括機関も行う。略称はIJSBA。本部はアメリカ合衆国・カリフォルニア州。世界43カ国以上が加盟している。日本唯一の下位組織はJJSF。

## 主な主催イベント
- IJSBAワールドファイナル